# Lophotyna albirena
Lophotyna albirena är en fjärilsart som beskrevs av Moore 1867. Lophotyna albirena ingår i släktet Lophotyna och familjen nattflyn. Inga underarter finns listade i Catalogue of Life.